# Al-Hasan "al-Hajjam"
al-Ḥasan ibn Muḥammad ibn al-Qāsim ibn Idrīs (Arabo "الحسن بن محمد بن القاسم بن إدريس "الحجام, soprannominato "al-Ḥajjām"; ... – 944) fu il decimo sultano della dinastia sciita degli Idrisidi del Maghreb al-Aqsa (attuale Marocco). Regnò dal 925 al 927.

## Biografia
Era un fratello di Yaḥyā III ibn al-Qāsim.
Nel 920 il sultano idriside Yaḥyā IV venne detronizzato dai Fatimidi, che mantennero il controllo su Fez per cinque anni, fino a quando al-Ḥajjām, nel 925, si ribellò e sconfisse il governatore fatimide Mūsā ibn Abī l-ʿĀfiya, entrando a Fez.

Dopo alcune battaglie riuscì a riconquistare anche Meknès. Nel 927 fu sconfitto da Mūsā nei pressi di Fez. Fuggì nel Rif e in seguito in al-Andalus (Spagna islamica), dove morì nel 944. Fu l'ultimo idriside a regnare su Fez, città fondata proprio dagli Idrisidi.
Il seguente sultano idriside fu al-Qāsim Gannūn, fratello di al-Ḥasan al-Ḥajjām, che nel 937 ottenne il controllo del Rif, regnandovi fino al 948-9 (337 dell'Egira).